# Bretagne (thiết giáp hạm Pháp)
Bretagne là một thiết giáp hạm của Hải quân Pháp, và là chiếc dẫn đầu của lớp thiết giáp hạm Bretagne. Nó được đặt tên theo khu vực hành chính Bretagne của nước Pháp, và đã phục vụ tại Địa Trung Hải trong cả Chiến tranh thế giới thứ nhất lẫn thứ hai. Nó bị tàu chiến Hải quân Hoàng gia Anh đánh chìm tại cảng Mers-el-Kébir vào tháng 7 năm 1940.

## Thiết kế và chế tạo
Bretagne được chế tạo tại Xưởng vũ khí Brest, được đặt lườn vào ngày 1 tháng 7 năm 1912 và hạ thủy vào ngày 21 tháng 4 năm 1913. Nó được hoàn tất vào tháng 9 năm 1915. Giống như các tàu chị em, Bretagne được trang bị dàn pháo chính kiểu hải pháo 340 mm/45 Modèle 1912 mới, nguyên của lớp thiết giáp hạm Normandie bị hủy bỏ, gồm mười khẩu bố trí trên những tháp pháo đôi: hai phía trước và hai phía sau trên trục giữa bắn thượng tầng, và một tháp pháo giữa tàu có thể bắn qua cả hai phía mạn tàu.
Thoạt tiên được vận hành bằng động cơ turbine đốt than, Bretagne được cải biến sang đốt dầu một phần từ năm 1921 đến 1925, rồi được tái cấu trúc từ năm 1932 đến năm 1934. Trong khi các nồi hơi mới cung cấp công suất lên đến 43.000 mã lực, nó chỉ giúp tăng tốc độ tối đa thêm đôi chút đến 21 knot.

## Lịch sử hoạt động
Phục vụ tại Địa Trung Hải trong cả hai cuộc thế chiến, Bretagne đi đến Mers-el-Kebir sau khi Pháp thua trận năm 1940. Người Anh lo ngại việc hạm đội mạnh đáng kể của Pháp rơi vào tay Đức Quốc xã, nên đã cho tách ra một lực lượng, bao gồm các thiết giáp hạm HMS Valiant và HMS Resolution cùng tàu chiến-tuần dương HMS Hood, đi đến cảng Mers-el-Kebir. Sau khi tối hậu thư từ phía Anh buộc phải gia nhập lực lượng Đồng Minh, hay đầu hàng tại một cảng Anh hay một nước trung lập bị từ chối, lực lượng Anh nổ súng vào ngày 3 tháng 7 năm 1940. Bretagne bị nổ tung và chìm ngay loạt đạn pháo đầu tiên bắn trúng, khiến 977 thành viên thủy thủ đoàn thiệt mạng.
Được trục vớt vào năm 1952, Bretagne được tháo dỡ sau đó.